# Puntos biométricos
Para poder identificar a una persona mediante un sistema de seguridad se han de comparar sus características con una base de datos, para ello se extraen unos puntos biométricos y se miden las distancias entre ellos para fin de reconocer las características biométricas de la persona a identificar.

## Introducción
El reconocimiento de personas para sistemas de seguridad mediante cámaras se ha convertido en estos últimos años una de las formas más comunes de reconocimiento. Para poder llegar a hacer una identificación exitosa debería tener una base de datos con muchas imágenes del individuo e irlas comparando una a una, y éstas con todas las posibles identificaciones. Eso sería muy costoso, es por eso que se buscan las características biométricas que diferencian a cada persona y se buscan unos puntos para poder hacer posible la identificación.
El objetivo de un sistema de reconocimiento es, generalmente, el siguiente: dada una imagen de una persona desconocida y encontrar una imagen de la misma persona en un conjunto de imágenes conocidas, o imágenes de entrenamiento. La gran dificultad añadida es la de conseguir que este proceso se pueda realizar en tiempo real. El sistemal identificará las personas presentes en imágenes o videos automáticamente. Puede operar en 2 modos:
- Verificación o autentificación de personas: compara una imagen de la persona con otra imagen con la persona de la que queremos saber la identidad. El sistema confirmará o rechazará la identidad de la persona.
- Identificación o reconocimiento de personas: compara la imagen de una persona desconocida con todas las imágenes de personas conocidas que se encuentran en la base de datos para determinar su identidad.

## Biometría
La biometría es la ciencia de la medición de propiedades físicas de los seres vivos y para el ingeniero es el reconocimiento automático de los individuos sobre la base de sus características de comportamiento y biológicos.
Mediante la medición de las características adecuadas del comportamiento y de la biología de una persona mediante una investigación de reconocimiento se pueden comparar estos datos obtenidos con las de referencia, almacenados anteriormente mediante un proceso de aprendizaje, para poder obtener la identidad de un usuario específico.

### Características biométricas
Una característica biométrica es una característica biológica o de la conducta de un individuo que puede ser medida y distinguida. Muchas de estas características biométricas se pueden extraer con el propósito de reconocimiento automático de los individuos. Ejemplo: la cara. Esta característica, capturada con un dispositivo de captura adecuado, se puede comparar con una representación de la muestra biométrica de otras características biométricas similares.
Los dispositivos extraen datos biométricos, que pueden ser utilizadas para la comparación con una referencia biométrica. Ejemplo: las medidas características extraídas de una fotografía de la cara, como distancia entre los ojos o la nariz, el tamaño de la cabeza, etc. El objetivo de la extracción de características biométricas es eliminar cualquier información superflua, que no contribuye al reconocimiento biométrico. Esto permite una comparación rápida, una mejora de rendimiento biométrico, y puede tener ventajas de privacidad.

### Características biométricas más comunes
| Descripción biométrica                    | Características |
| ----------------------------------------- | --- |
| Dactilograma (huella digital de los dedos | Conformado por las crestas y surcos, así como la estructura de los poros.                                                |
| Firma (dinámica)                          | Escribir con diferentes tipos de presión y a diferente velocidad                                                         |
| Distancia geométrica facial               | Diferencia entre los puntos nodales del rostro y los rasgos determinados de la cara (ojos, nariz, boca, orejas, etc ...) |
| Iris                                      | Patrón del iris |
| Retina                                    | Forma del fondo del ojo                                                                                                  |
| Forma geométrica del cuerpo               | Diferencias entre las características específicas del cuerpo                                                             |
| Medida geométrica de la mano              | Medida y características de la mano, tanto la palma como los dedos                                                       |
| Estructura de las venas                   | Estructura de las venas de la mano tanto de la parte posterior o de la palma                                             |
| Oído                                      | Dimensiones y forma de la oreja visible                                                                                  |
| Voz                                       | Tono de voz o timbre |
| ADN                                       | Código del ADN |
| Pulsaciones del teclado                   | Ritmo de las pulsaciones del teclado                                                                                     |

## Proceso
Para poder reconocer a una persona por sus características y puntos biométricos, en primer lugar se realizará una fase de aprendizaje de estas características antes mencionadas. 

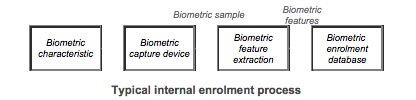
Proceso de enrolment

 El procedimiento se llama enrolment y comprende la creación de un registro de los datos de 'enrolment' de las características biométricas (puntos biométricos) de la persona a identificar y almacenarlo en una base de datos de registro de puntos biométricos. El registro de puntos biométricos de 'enrolment' comprende referencias a una o varias puntos biométricos, como un nombre o un número de personal.

### Reconocimiento biométrico
A los efectos del reconocimiento, el titular de los puntos biométricos (la persona a ser reconocida) presenta su característica biométrica para el dispositivo de captura biométrica, lo que genera una muestra de reconocimiento biométrico de la misma. 

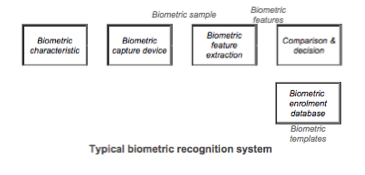
Proceso de toma de decisión frente a una imagen recibida

 De la muestra de reconocimiento biométrico se extraen las características biométricas mediante la búsqueda de los puntos biométricos, que se comparan con una o varias plantillas biométricas a partir de la base de datos de registro de puntos biométricos. Debido a la naturaleza estadística de muestras en general no hay coincidencia posible exacta. Por esta razón, el proceso de decisión sólo se asignan los datos biométricos sujetos a una plantilla biométrica de reconocimiento y solo un perito sobre la base de sus estudios puede afirmar o descartar la muestra en confronta con la base de datos biométrica.

### Puntos o formas biométricos para el reconocimiento mediante una cámara
Para hacer la comparación y tomar una decisión, el sistema necesita una forma o puntos para comparar las distancias con su base de datos. Esto debe ser rápido de calcular, conciso para almacenar, independiente y eficiente para que coincida.

#### Cabeza
La forma de la cabeza se basa en esféricas armónicas, la red de cabeza humana se asigna en una esfera y luego se expandió en las bases o los armónicos esféricos. Para la cabeza, más concretamente la cara, se utiliza también las distancias entre diferentes puntos, como la distancia entre la cuenca de los ojos, la boca, pómulos, etc.

#### Cuerpo
Para el cuerpo se utilizan diferentes puntos y se mide la distancia entre ellos, al igual que con la cabeza. La Anthropometry Landmarks, marca 67 puntos, que fueron extraídos del análisis de una base de datos utilizada para crear este sistema. Estos son puntos para medir distancias. Los puntos de referencia son claves para identificar la estructura articular del hueso y son adecuados para segmentar el cuerpo y producir segmentos de referencia del cuerpo y las articulaciones.
Los puntos plantean separaciones o fragmentaciones del cuerpo independientes y de fácil captura con una cámara. Esto se aplica a los puntos conectados por un único hueso grande. Por lo tanto, formamos un vector biométricos de quince distancias, {\displaystyle d}, con la muñeca hasta el codo, {\displaystyle P1} , {\displaystyle P2}, codo con codo, cadera, etc la distancia euclídea, {\displaystyle d=||Pi-Pj||}d es invariante a través de diferentes posturas. Distancias, como la barbilla de la rodilla se evitan, se intenta que sean consecutivas e invariantes. Todas las medidas están en milímetros (mm).

## El error
Un sistema de visión artificial añade algún error en la medición de los puntos de referencia. Este error real es una función compleja del sistema de imagen, la imagen post-procesamiento, y el algoritmo de cálculo 3D. Para simplificar, y evitar cualquier análisis de este proceso, en lugar de especificar un error equivalente en la posición de los puntos de referencia se estudia el efecto del error en el reconocedor.

## Conclusión
El uso de puntos biométricos es útil para la identificación con los sistemas de cámaras, pero el problema es que necesitamos una base de datos anteriores para comparar las distancias que tenemos con nuestro sistema y eso es muy costoso, pero el sistema es fiable y seguro.

## Aplicaciones
Una de sus implementaciones en nuevos productos es su utilización en Kinect para poder utilizarlo como control parental, ya que sólo hay que comparar los datos obtenidos con unos datos ya previamente almacenados y determinar si la persona reconneguda es menor o no.
Pero su aplicación más clara es la utilización para reconocimiento de personas para sistemas de seguridad.